# Kim Jin-ho
Kim Jin-ho (1 de dezembro de 1961) é uma arqueira sul-coreana, medalhista olímpica.

## Carreira
Kim Jin-ho representou seu país nos Jogos Olímpicos em 1984, ganhando a medalha de bronze no individual.